# Anna Castillo
Anna Castillo Ferré (Barcellona, 9 ottobre 1993) è un'attrice spagnola, vincitrice del premio Goya 2017 come miglior attrice rivelazione per l'interpretazione nel film El olivo..
Dal 2013 al 2015, ha interpretato il ruolo di Dorita nella serie televisiva spagnola Amar es para siempre, apparendo in 215 episodi.

## Filmografia parziale

### Cinema
- La Llamada (2017)
- El olivo (2016)
- Oro, regia di Agustín Díaz Yanes (2017)
- Open Arms - La legge del mare (Mediterráneo) (2021)
- Nowhere (2023)

### Televisione
- Amar es para siempre (2013-2015)
- Il racconto perfetto (Un cuento perfecto) - serie TV (2023)

## Riconoscimenti
- Premio Goya 2017 – Premio Goya per la migliore attrice rivelazione per El Olivo

## Doppiatrici italiane
- Valentina Perrella in Il racconto perfetto (Un cuento perfecto) - serie TV (2023)